# Ahmed Al Masli
Ahmed Faraj Hussein Al Masli (Benghazi, 28 de dezembro de 1979) é um futebolista profissional líbio que atua como atacante.

## Carreira
Ahmed Al Masli representou o elenco da Seleção Líbia de Futebol no Campeonato Africano das Nações de 2006.